# Memorial address
Memorial address is een mini-album van de Japanse artieste Ayumi Hamasaki. Er werden meer dan een miljoen stuks verkocht en het is het best verkochte mini-album van een solo-artiest. Het album is erg bijzonder omdat bijna elke track (met uitzondering van Memorial Address Take 2) een muziekvideo heeft.

## Tracklist
1. "Angel's song"
2. "Greatful days"
3. "Because of you"
4. "ourselves"
5. "HANABI ~episode II~"
6. "No way to say"
7. "forgiveness"
8. "Memorial address" ~take 2 version~ [Bonus Track]